# Grammy Award para Compositor do Ano, Não Clássico
O Grammy Award para Compositor do Ano, Não Clássico (no original em inglês: Grammy Award for Songwriter of the Year, Non-Classical) é um prêmio concedido a compositores musicais durante o Grammy Awards, para reconhecer "a excelência na escrita, a profissão e a arte da composição musical, homenageando os compositores mais prolíficos que não atuam como intérpretes nem como produtores". Introduzida na 65.ª edição realizada em 2023, a categoria integra o Campo Geral desde 2024 e é decidida por todos os membros votantes da Academia de Gravação.

## Vencedores e indicados

### Década de 2020
| Ano  | Vencedor         | Indicados                                                            | Ref.  |
| ---- | ---------------- | -------------------------------------------------------------------- | ----- |
| 2023 | Tobias Jesso Jr. | - Amy Allen - Nija Charles - The-Dream - Laura Veltz                 | [ 3 ] |
| 2024 | Theron Thomas    | - Edgar Barrera - Jessie Jo Dillon - Shane McAnally - Justin Tranter | [ 4 ] |
| 2025 | Amy Allen        | - Jessi Alexander - Edgar Barrera - Jessie Jo Dillon - Raye          | [ 5 ] |